# Championnat du monde féminin d'échecs 2025

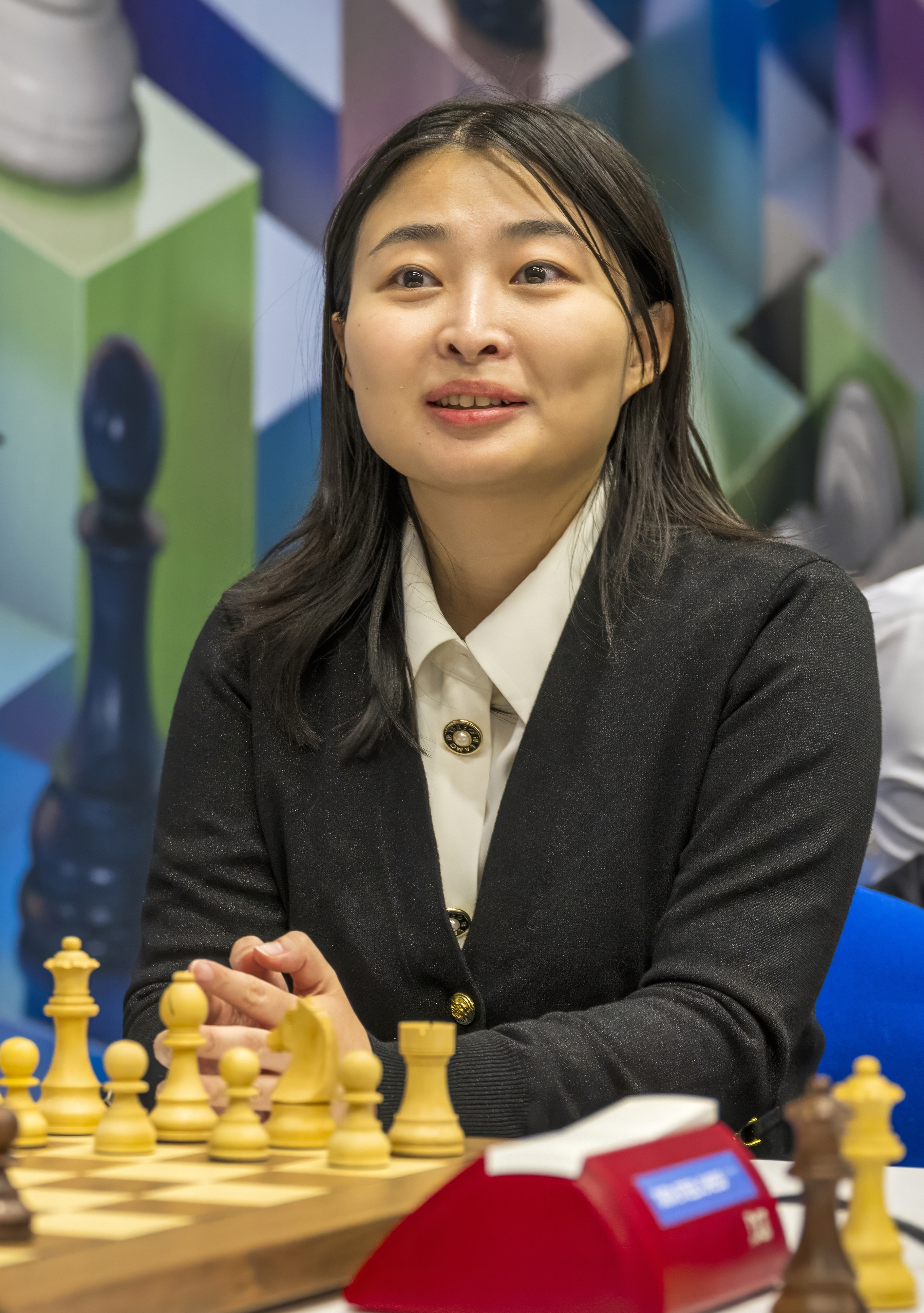
La championne du monde en titre, la Chinoise Ju Wenjun

Le championnat du monde féminin d'échecs 2025 est une compétition d'échecs qui permet de désigner la joueuse championne du monde d'échecs en individuel parmi les femmes.
La joueuse chinoise Ju Wenjun est la tenante du titre, qu'elle a conservé à l'issue du championnat du monde féminin d'échecs 2023. Elle remet son titre en jeu en 2025 contre la Chinoise Tan Zhongyi, vainqueur du tournoi des candidates de 2024 qui eut lieu en avril 2024.

## Tournoi des candidates de 2024
Le tournoi des candidates a lieu en avril 2024 à Toronto. Les huit joueuses qualifiées sont Aleksandra Goriatchkina, Humpy Koneru, Kateryna Lagno, Rameshbabu Vaishali, Tan Zhongyi, Anna Mouzytchouk, Lei Tingjie et Nurgyul Salimova.
Le tournoi est remporté par Tan Zhongyi avec 9 points marqués en 14 parties devant trois joueuses ex æquo.

### Table finale des résultats
Les résultats sont les suivants  : 
| Rang | Joueur                  | Fédération | Elo   | 1   | 2   | 3   | 4   | 5   | 6   | 7   | 8   | Points / 14 | Performance Elo |
| ---- | ----------------------- | ---------- | ----- | --- | --- | --- | --- | --- | --- | --- | --- | ----------- | --------------- |
| 1    | Tan Zhongyi             | Chine      | 2 521 |     | ½ ½ | 1 0 | 1 1 | ½ ½ | ½ 1 | ½ ½ | 1 ½ | 9,0         | 2 619           |
| 2    | Humpy Koneru            | Inde       | 2 546 | ½ ½ |     | 0 1 | ½ 1 | ½ ½ | ½ ½ | 0 1 | ½ 1 | 7,5         | 2 542           |
| 3    | Lei Tingjie             | Chine      | 2 550 | 0 ½ | 1 0 |     | 1 0 | ½ 1 | ½ ½ | ½ ½ | ½ ½ | 7,5         | 2 542           |
| 4    | Rameshbabu Vaishali     | Inde       | 2 475 | 0 0 | ½ 0 | 0 1 |     | ½ 1 | 0 1 | 1 1 | ½ 1 | 7,5         | 2 552           |
| 5    | Aleksandra Goriatchkina | FIDE       | 2 553 | ½ ½ | ½ ½ | ½ 0 | ½ 0 |     | ½ ½ | 1 ½ | 1 ½ | 7,0         | 2 512           |
| 6    | Kateryna Lagno          | FIDE       | 2 542 | ½ 0 | ½ ½ | ½ ½ | 1 0 | ½ ½ |     | ½ ½ | ½ ½ | 6,5         | 2 485           |
| 7    | Nurgyul Salimova        | Bulgarie   | 2 432 | ½ ½ | 1 0 | ½ ½ | 0 0 | 0 ½ | ½ ½ |     | ½ ½ | 5,5         | 2 450           |
| 8    | Anna Mouzytchouk        | Ukraine    | 2 520 | 0 ½ | ½ ½ | ½ ½ | ½ 0 | 0 ½ | ½ ½ | ½ ½ |     | 5,5         | 2 437           |

## Championnat du monde entre Ju Wenjun et Tan Zhongyi
Le match a lieu du 3 au 21 avril 2025. Il commence à Shanghai et se poursuit à Chongqing, villes natales des deux joueuses. Il se joue en 12 parties classiques à la cadence de 90 minutes pour les 40 premiers coups, puis 30 minutes pour le reste de la partie, le tout avec un incrément de 30 secondes par coup.  En cas d'égalité après ces douze parties se tient un départage en parties rapides. Les joueuses ne peuvent pas proposer la nulle par accord mutuel avant le 40e coup.

### Résultats des parties longues
| Partie | Date     | Tan Zhongyi | Ju Wenjun | Ouverture (Code ECO)                        | Nombre de coups | Score                            | Lieu      |
| ------ | -------- | ----------- | --------- | ------------------------------------------- | --------------- | -------------------------------- | --------- |
| 1      | 3 avril  | ♚ ½         | ♔ ½       | Défense sicilienne, variante Paulsen (B40)  | 50              | Égalité 0,5 – 0,5                | Shanghai  |
| 2      | 4 avril  | ♔ 1         | ♚ 0       | Ouverture anglaise (A29)                    | 62              | Tan Zhongyi mène 1,5 - 0,5       | Shanghai  |
| 3      | 6 avril  | ♚ 0         | ♔ 1       | Défense sicilienne, variante Kramnik (B40)  | 87              | Égalité 1,5 – 1,5                | Shanghai  |
| 4      | 7 avril  | ♔ ½         | ♚ ½       | Ouverture anglaise (A13)                    | 80              | Égalité 2 - 2                    | Shanghai  |
| 5      | 9 avril  | ♚ 0         | ♔ 1       | Défense sicilienne, variante Kan (B42)      | 59              | Ju Wenjun mène 3-2               | Shanghai  |
| 6      | 10 avril | ♔ 0         | ♚ 1       | Ouverture anglaise (A13)                    | 52              | Ju Wenjun mène 4-2               | Shanghai  |
| 7      | 13 avril | ♚ 0         | ♔ 1       | Défense sicilienne, attaque Rossolimo (B30) | 47              | Ju Wenjun mène 5-2               | Chongqing |
| 8      | 14 avril | ♔ 0         | ♚ 1       | Partie viennoise (C28)                      | 53              | Ju Wenjun mène 6-2               | Chongqing |
| 9      | 16 avril | ♔ ½         | ♚ ½       | Défense sicilienne, attaque Rossolimo (B30) | 39              | Ju Wenjun gagne le match 6,5-2,5 | Chongqing |